# PSYCHETELOS
『PSYCHETELOS』（プシュケーテロス）は、Creature Creatureの4作目のシングル。2011年6月12日発売。Morrie主催レーベルPSYCHE RECORDS(サイキレコーズ)からの第一弾リリース作品。

## 解説
2011年3月11日に予定されていた"PARADISE"ツアーのファイナル・Shibuya O-WEST公演が東日本大震災により中止となり、振替公演が6月12日に会場をShibuya O-EASTに変更して行われた際に、会場販売限定・1000枚限定プレスという形で発売された。
"PARADISE"ツアーで演奏されていた新曲は3曲あり、当初はそれらをレコーディングする予定だった。しかし震災への思いや、Morrieのファンの予想を裏切りたいという考えから予定を変更し、その時点では未発表だった別の新曲2曲が収録された。
前作までとは制作方法が異なり、スタジオでの作業はドラムの録音とリアンプのみで、それ以外はデータのやりとりで進められた。
ジャケット写真の撮影はMorrieで、被写体の血は自身のもの。アート・ディレクションはaki。

## 収録曲
1. PSYCHE (作詞・作曲 Morrie)
  - vocal - Morrie
  - guitar - Hiro
  - guirar - Shinobu
  - bass - Hitoki
  - drums - Sakura
  - violin - Heather Paauwe

楽曲は3拍子、4拍子、5拍子からなる可変拍子で、この展開は作曲当時のMorrieの震災に対する感覚を反映したもの。
レーベル名の"PSYCHE"は「サイキ」と読むが、この曲のタイトルは「プシュケー」。古代ギリシア語で「息」「魂」を意味する言葉が由来となっている。
2. TELOS (作詞・作曲 Morrie)
  - vocal, guitar, e-bow - Morrie
  - guitar - Shinobu
  - bass - Hitoki
  - drums - Sakura

Morrieが13、4年前に制作した7拍子の楽曲。デモではMorrieがドラム以外全てのパートを演奏。
今回の音源化にあたってMorrieがShinobuにギターの何箇所かを弾き直すように依頼し、最終的にはギターの大部分がShinobuの演奏に差し替えられた。
コーラスの部分は当時のデータをそのまま使っているため、新しくレコーディングした現在のMorrieのメイン・ボーカルと過去のMorrieのバッキング・ボーカルが唱和している。
曲のタイトルは作曲された当時から"TELOS"であった。ギリシア語では「終わり・目標・完成」を意味する。"PSYCHE"をギリシア神話の登場人物プシューケーとしたときに、対を成す登場人物エロス(エロース)と韻を踏んでいることからタイトルもそのまま使われることとなった。
なおA面となる「PSYCHE」は『PHANTOMS』にも収録されたが、本楽曲はこのシングル以外いかなるメディアにも再録されていない（ただし『EXORCISING ORPHEUS -Paradise Tour Final-』のライヴ会場購入特典CDには横山和俊によるリミックスとインストゥルメンタルヴァージョンが収められている）。